# 逃脱者
《逃脱者》（或译“逃狱”等），是俯视视角益智类电子角色扮演游戏。游戏由英国公司Mouldy Toof Studios开发，Team17 Digital发行。游戏于2014年发行Steam抢先体验版，完全版于2015年在Microsoft Windows和Xbox One平台发行。玩家扮演囚犯从越来越难的监狱逃脱。游戏所获评论普遍积极，称赞游戏提供给玩家自由，但试错式游戏系统学习方式令人沮丧。